# Блатец (община Виница)
Вижте пояснителната страница за други значения на Блатец.
Бла̀тец (на македонска литературна норма: Блатец) е село в община Виница, Северна Македония.

## География
Селото е разположено югоизточно от град Виница. Блатец е типично планинско село разположено в планината Плачковица, в близост до пътя, свързващ Кочанското поле с района на Берово и Пехчево.

## История
Околностите на Блатец се ползват с голям интрес от археологическата наука, заради няколкото археологически обекта разкрити в близост: Грамади – селище с некропол от римската епоха; Ирин дол – римска могила; Калайджиево – селище и могила от римската епоха; Кале – градище от римската епоха; Моймия – късноантично поселище; Рачи бърдо – римска могила; Света Неделя – римска могила; Селище – поселище от римската епоха; Църквище – поселище от късноримската епоха; Чуката – римска могила.
В XIX век Блатец е смесено село на българи и турци, разположено в Кочанска кааза на Османската империя. Църквата „Свети Илия“ е от 1850 година. Според статистиката на Васил Кънчов („Македония. Етнография и статистика“) от 1900 г. Блатецъ е има 4040 жители, от които 960 българи християни, 3000 турци и 80 цигани.
Цялото българско население на селото е под върховенството на Българската екзархия. По данни на секретаря на екзархията Димитър Мишев („La Macédoine et sa Population Chrétienne“) в 1905 година в Блатец има 1120 българи екзархисти и в селото работи българско училище. При избухването на Балканската война в 1912 8 души от Блатец са доброволци в Македоно-одринското опълчение.
След Междусъюзническата война в 1913 година селото попада в Сърбия. По време на самата война, при заемането на Блатец от сърбите някои от българските махали, включително и училището „Св. св. Кирил и Методий“, са опожарени от сръбски войници и местни турци. В доклада на Карнегиевата анкета се посочват имената на 17 убити мъже, някои от които с жените и децата си.
Според Димитър Гаджанов в 1916 година в Блатец живеят 1620 турци и 788 българи.
По време на българското управление във Вардарска Македония в годините на Втората световна война, Георги Ник. Кузманов от Дупница е български кмет на Блатец от 8 август 1941 година до 9 май 1942 година. След това кмет е Александър Б. Минчев от Кавадарци (11 август 1943 - 9 септември 1944).
От 1994 до 2002 г. Блатец е център на селската община Блатец.
Манастирът „Света Богородица“ е изграден в XX век.
Според преброяването от 2002 година селото има 1594 жители.

## Личности
Родени в Блатец
- Арсо Георгиев, български революционер от ВМОРО, четник на Цено Куртев[8]
- Герасим Атанасов Трайчев, войвода на ВМРО. На 14 декември 1923 година четата му от 8 души води сражение при село Стамер с 25 сръбски жандармеристи, в което загиват трима сърби, а мнозина са ранени. От българите един четник е леко ранен в крака.[9]
- Герасим Глигоров, деец на ВМОРО, четник на Мице Блатцалията в 1915 година[10]
- Герасим Ефремов, български революционер, четник на Георги Траянов в 1914 година[11]
- Димитри Константин, българин, православен, арестуван на 28 юли 1900 година, обвинен в „раняване и убийство на Йорги Йованче, с револвер, от село Виница, Кочанска каза, защото той постоянно известявал османските власти за тайните движения на българския комитет; и употреба и страляне с револвер с намерение да убие Али, войник от османската войска, който искал да го арестува“, осъден на смърт, лежал в Скопския затвор, амнистиран с общата амнистия от 12 април 1904 година[12]
- Иван Донев, български революционер, четник на Георги Траянов в 1914 година[11]
- Методи Филипов Петров, български революционер
- Мице Блатцалията, български революционер
- Митко Илиевски (1924 - 1993), философ от Република Македония
- Михайло Георгиевски (р. 1940), славист и политик от Северна Македония
- Серафим Атанасов, български революционер, четник на Георги Траянов в 1914 година[13] и на Мице Блатцалията в 1915 година[10]
- Станко Златанов, български революционер, четник на Георги Траянов в 1914 година[11]
- Трифун Ефтимов, деец на ВМОРО, четник на Мице Блатцалията в 1915 година[10]